# Karaok
«Караок» (тур. Karaok — «Черная стрела») — турецкий переносной противотанковый ракетный комплекс (ПТРК). 
Предназначен для поражения танков и других бронированных целей, в том числе оснащённых современными средствами динамической защиты. Разработан турецкой компанией Roketsan.
Принят на вооружение ВС Турции в 2022 году.
Ракета комплекса Karaok использует тепловизионную головку самонаведения типа Imaging Infrared (IIR) в сочетании с инерциальным блоком. Принцип самонаведения «выстрелил-забыл».

## Описание
Roketsan начала работу над созданием коплекса в 2016 году. Основной задачей было разработать комплекс, не уступающий зарубежным существующим ПТРК по тактико-техническим характеристикам, с целью уменьшения зависимости Турции от своих западных союзников.
Ракета (ПТУР) комплекса имеет калибр 125 мм и длину 1100 мм. Масса ракеты и ее тандемной кумулятивной боевой части не раскрывается, масса пусковой установки с ракетой и системой наведения — менее 16 кг. Двухступенчатый твердотопливный двигатель ракеты позволяет ее запуск из закрытых помещений, что важно для действий отрядов спецназа.
Ракета комплекса Karaok использует тепловизионную головку самонаведения типа Imaging Infrared (IIR) в сочетании с инерциальным блоком. ГСН аналогична используемой в созданных Roketsan противотанковых комплексах UMTAS (с дальностью стрельбы до 8 км) и ОMTAS (с дальностью стрельбы 4 км). Это позволяет реализовать режим «выстрелил и забыл», захват цели ракетой комплекса Karaok может осуществляться как перед пуском, так и после пуска. Ракета может использовать режимы поражения целей по линии визирования или сверху.

## Эксплуатанты
- ВС Турции — принят на вооружение в 2022 г. Заказано 330 ПУ и ракет[4].

- ВС Малайзии — заказано 18 ПУ и 108 ракет[5].

## Тактико-технические характеристики
- Масса (ракета + пусковая установка): 16 кг[3]
- Длина ракеты: 1100 мм[6]
- Диаметр: 125 мм
- Максимальная дальность стрельбы: 2500 м[3]